# Hernán Cattáneo
Hernán Cattaneo (Buenos Aires; Argentina, 4 de marzo de 1965) es un DJ y productor argentino, que se dedica principalmente al Progressive House. En el 2018, ganó el premio al mejor DJ en este género otorgado por DJ Awards de Ibiza.

## Biografía
Nació en el barrio porteño de Caballito, el 4 de marzo de 1965. Desde joven tuvo interés en bandas como Simply Red, Level 42, Depeche Mode y New Order. Se interesaba en novedades sobre la música a través de escasas fuentes a las que tenía acceso, como la revista Billboard. Según Cattáneo, Frankie Knuckles marcó gran influencia en su carrera como DJ y siente respeto y admiración por artistas y grupos como Knuckles, Inner City y Derrick May. Esto incentivó el rumbo artístico de Cattáneo, posicionándolo entre DJs muy reconocidos.
En su adolescencia, comenzó a mostrar su talento en fiestas privadas como en el Club Italiano de Buenos Aires, en las discos Sabash de Villa Gesell y Cinema también de Buenos Aires. A comienzos de la década de 1990 pasaba música para la FM Z95junto al dj gustavo Colombo, radio enfocada en la difusión de música electrónica en Argentina, la cual, años más tarde, pasaría a ser Radio Metropolitana de Buenos Aires; más conocida como Metro.
Alrededor de 1994 Cattaneo ya era DJ. A comienzos del año 1998 inauguró el ciclo Clubland como DJ residente. Dicho ciclo se desarrollaba semanalmente en la disco Pachá de Buenos Aires, situada a la orilla del Río de La Plata en la Costanera Norte. Su talento y estilo comenzaron a ser más reconocidos y su nombre empezó a relacionarse con algunas personalidades reconocidas de la música dance, como Sasha, Danny Tenaglia, Paul Oakenfold y, John Digweed con quien sostiene una relación cercana de amistad.
Gracias a su amistad con Paul Oakenfold, en los años 1998 y 1999, viajó a los Estados Unidos y se presentó en diversos festivales, como el Burning Man, en Nevada y el Red Rocks Amphitheatre, en Denver. Tiempo después obtuvo residencias en el club Cream, tanto en Liverpool como en Ibiza, iniciando sus giras por todo el mundo. Por esa época, editó un remix de Morgan Page para Bedrock.
El 2004, Cattáneo realizó una gira mundial para promocionar su álbum Renaissance, se presentó en varios clubs europeos y realizó cinco tours por los Estados Unidos y tres por Asia; también intervino en diferentes medios, colaborando en revistas internacionales de música, firmando entrevistas y artículos en las revistas norteamericanas URB Magazine y BPM Magazine como crítico invitado y convirtiéndose en columnista especial mensual de la edición latinoamericana de Rolling Stone. A fines de ese año, Hernán ocupaba el puesto N°6 en el ranking de la DJ Magazine. Desde ese año, pasa a ser el DJ hispanoamericano más reconocido y mejor posicionado del mundo.
En 2005, Hernán inició otra gira, en la que tocó en un promedio de cuatro ciudades por semana. Se incluyeron presentaciones en los Estados Unidos junto a The Chemical Brothers y New Order, y en Coachella, donde compartió cartel con artistas como Coldplay, Nine Inch Nails, The Prodigy y Kasabian.
Con su segundo volumen de The Master Series lanzado en el año 2006, ocupó el puesto N°7 de los mejores DJs de la DJ Mag. En mayo de 2006 lanzó, también a través del sello Renaissance, la primera edición de su propia serie de CD, titulada Sequential, que le valió críticas positivas en medios internacionales: 5 estrellas y álbum elegido como “Leading Player” según DJ Mag, obtuvo un puntaje "M8/M8" en la revista M8 de UK; y un "4/5" de la edición británica de DJ Mag, junto a la valoración el mejor compilado de Hernán Cattáneo hasta la fecha.
Cattáneo continúa en 2007 con su programa de radio a través de Metrodance FM, en su quinto año consecutivo. Y promociona su última compilación en CD titulada Sequential Vol.2 para el sello Renaissance en la última edición del festival Southfest. Hernán Cattáneo es considerado según DJ Mag el dj 14º y el 12º del mundo según TheDJlist en el año 2007.
En 2008 fue el encargado de cerrar el club Yellow en Tokio con un set de más de 10 horas.
En 2009 Cattáneo vuelve a editar para Renaissance el The Master Series Vol.3 de su carrera y el The Master Series Vol.13 de la serie, siendo DJ elegido para la edición del álbum número 50 del sello.
En el año 2010 Hernán Cattáneo produce The Masters Series: Parallel, su sexta compilación para el sello británico. En este volumen incorpora varias de producciones propias con mezclas totalmente nuevas; el disco titulado Day, grabado en 105 BPM es una mezcla situada entre el downtempo, el chillout y vestigios de house no muy convencionales. El disco Night, por su parte, es más similar a las anteriores compilaciones, progressive en esencia. De la discográfica de la cual es dueño, Sudbeat, parten lanzamientos posicionados por DJs importantes, dejándolo entre los favoritos de 2010. En sólo dos años, su sello discográfico consiguió ubicarse como un referente en el progressive con producciones y remixes de DJs como Nick Warren, Dave Seaman, Danny Howells, Eelke Kleijn, Guy J, Henry Saiz, Rich Curtis, Rodskeez, M.O.D.E., entre otros.
Es considerado DJ residente del festival Creamfields Buenos Aires, ya que año tras año se hace presente en Cream Arena Stage. También fue uno de los DJ que más información participó del festival Moonpark, dándole inicio al mismo en marzo de 2003 junto a Sasha.
A comienzos del 2018, Hernán Cattáneo gana varias distinciones de los lectores de la revista DJ Mag Latinoamérica en los siguientes rubros: "Embajador por el mundo", "Fiesta del año: Hernán Cattáneo en Forja, 1º de diciembre de 2017, Córdoba, Argentina", "Mejor DJ de Progressive House" y "Mejor sello discográfico: Sudbeat".
En febrero de 2018 se celebró en Buenos Aires el Festival Únicos, en el Teatro Colón, en el cual se dio cita a artistas argentinos e internacionales para presentar un único show por intérprete (de ahí el nombre de evento) con el objeto de ejecutar versiones sinfónicas de sus temas más populares. Hernán Cattáneo fue parte del Festival Únicos, llevando, por primera vez, la música electrónica a dicho teatro de ópera. Allí dio cuatro funciones, y un concierto gratuito al aire libre.
En 2019 y 2020 realiza dos eventos en el Campo Argentino de Polo, convocando el formato "Sunsetstrip", incursionando en la Argentina con un festival enfocado en la energía de la transición entre el atardecer y la noche, realizando sets de 5 y 7 horas respectivamente, presentando un evento totalmente nuevo en la escena del país, al aire libre con la asistencia de 12 mil personas.
En 2025 fue premiado con el Diploma al Mérito Konex por su trayectoria en la última década en la Argentina.

## Libro
- 2025, Hernan Cattaneo. El sueño del DJ. (ISBN 978-9504964841)

## Ranking DJmag
| DJ              | 2001 | 2002 | 2003 | 2004 | 2005 | 2006 | 2007 | 2008 | 2009 | 2010 | 2011 |
| --------------- | ---- | ---- | ---- | ---- | ---- | ---- | ---- | ---- | ---- | ---- | ---- |
| Hernan Cattaneo | 50°  | 19°  | 22°  | 6°   | 7°   | 15°  | 14°  | 16°  | 32°  | 57°  | 82°  |

## Discografía

### Compilaciones
1. Clubland, Volume 1 (1999)
2. Clubland, Volume 2 (2000)
3. Ministry Magazine Presents Hernán Cattáneo: Funky Deep 'N' Tribal (2001)
4. Perfecto Presents Hernán Cattáneo: South America (2002)
5. Renaissance The Masters Series: Hernán Cattáneo, Volume 1 (2004)
6. Renaissance The Masters Series: Hernán Cattáneo, Volume 2 (2005)
7. Renaissance Presents Hernán Cattáneo: Sequential (2006)
8. Renaissance Presents Hernán Cattáneo: Sequential, Volume 2 (2007)
9. Renaissance The Masters Series: Hernán Cattáneo, Volume 3 (2009)
10. Renaissance The Masters Series: Parallel: Hernán Cattáneo (2010)
11. Renaissance The Masters Series: Part 17 (2012)
12. Balance 026: Hernán Cattáneo (2014)
13. Balance Presents Hernán Cattáneo: Sudbeat (2017)
14. Balance Presents Hernán Cattáneo: Sunsetstrip (2019)

### Sencillos
1. Hernan Cattáneo & Soundexile - Citycism [Sudbeat]
2. Hernan Cattáneo & Soundexile - Infoxication [Sudbeat]
3. Hernan Cattáneo & Soundexile - Teleport [Sudbeat]
4. Hernan Cattáneo & Soundexile Feat Tomomi Ukumori - Cripsis [Sudbeat]
5. Hernan Cattáneo & John Tonks - July / Fereek [Sudbeat]
6. Hernan Cattáneo & Soundexile - The Remixes EP [Sudbeat]
7. Hernan Cattáneo & John Tonks - Anime [Urbantorque]
8. Hernan Cattáneo & John Tonks - Sirocco [Renaissance]
9. Hernan Cattáneo & John Tonks - Warsaw [Bedrock Breaks]
10. Hernan Cattáneo & Dean Coleman - Behind The Music [Renaissance Masters CD]
11. Cattáneo/Cass/Mangan - Hubub [Perfecto Records]
12. Hernan Cattáneo - Satellites/Deeper Layers [Perfecto Records]
13. Hernan Cattáneo - Landing [Southamerica CD]
14. Hernan Cattáneo - Deep Funk/Alone [Perfecto Records]

### Remixes
1. Alex Savanin - InFlight [Highway Records]
2. Lonya & Hakimonu - Sea saw [Sudbeat]
3. Ioan Gamboa - Spiral [Sudbeat]
4. M.O.D.E. - Circles [Sudbeat]
5. Fefo & Dario Arcas - Take Me Away [Sudbeat]
6. Antix - Let The Right One In [Sudbeat]
7. Abyss - Amore [Sudbeat]
8. Henry Saiz - They Came From The Light [Natura Sonoris]
9. Applescal - Describe The Doc [Deep Focus Records]
10. Schoenbrunn & Pfenning - Mind Groove [Observe Records]
11. James Harcourt - Arachnofunk [Twisted Frequency Records]
12. Tomomi Ukomori - With You [Indigo CD]
13. Nick Muir - I Feel Real [Mashtronic Records]
14. Funk Harmony Park - Crystal Sky [Arctic Wave Records]
15. Phonique Featuring Erland Oye - For The Time Being [Renaissance]
16. Bedrock - Santiago [Bedrock Records]
17. M.M.M - Enter The Club [Lifetime Records]
18. Cascade - Escape [Fluid]
19. Oliverio & MOS - Break My Mind [Off Side Recordings]
20. Atmos - Raumwelt Signal [Spiral Traxx]
21. Jeff Bennett - Strange Items [Hearing Aid]
22. Morgan Page - All I Know [Bedrock Records]
23. Transluzent Feat. Odessa - I Need You [Ark Records]
24. Dope Smugglaz - The Word [Perfecto Records]
25. Pako & Frederik - Beatus Posessor [Coded Records]
26. Liquid State - Falling [Perfecto Records]
27. Stella Brown - Never Knew Love [Perfecto Records]
28. Alto Camet - Pasión descalza [Shinichi Records]

La mejor forma de defender la música electrónica es  tocándola de día".
Hernán Cattaneo, agosto de 2025.